# Noah Atubolu
Noah Atubolu (Freiburg, 25 mei 2002) is een Duits voetballer met Nigeriaanse roots die onder contract ligt bij SC Freiburg.

## Clubcarrière
Atubolu genoot zijn jeugdopleiding bij Freiburger FC, Sportfreunde Eintracht Freiburg en SC Freiburg. Op 16 september 2020 maakte hij zijn officiële debuut voor het tweede elftal van de club, dat toen uitkwam in de Regionalliga Südwest. Atubolu stond in 25 van de 42 competitiewedstrijden onder de lat bij Freiburg II, dat dat seizoen kampioen werd in zijn reeks. In het seizoen daarop speelde Atubolu ook het merendeel van de wedstrijden in de 3. Liga. Dat was ook het geval in het seizoen 2022/23, toen Freiburg II op een knappe tweede plaats eindigde in de competitie. Dit had in principe een ticket voor de 2. Bundesliga opgeleverd, maar in Duitsland mogen reservenelftallen niet zo hoog promoveren.
Op 19 oktober 2022 maakte Atubolu zijn officiële debuut in het eerste elftal van Freiburg: in de DFB-Pokal kreeg hij in de tweede ronde zijn kans tegen FC St. Pauli. Freiburg won deze wedstrijd na verlengingen. Twee weken later mocht hij ook onder de lat staan in de laatste Europa League-groepswedstrijd tegen FK Qarabağ. Freiburg, dat bij voor aanvang van de wedstrijd al zeker was van de groepswinst, leek deze wedstrijd te gaan winnen na een strafschopdoelpunt van Nils Petersen in de eerste helft, maar in de blessuretijd kopte Owusu Kwabena alsnog de 1-1 binnen. In zijn derde officiële wedstrijd, in de bekerwedstrijd tegen SV Sandhausen op 7 februari 2023, behaalde Atubolu zijn eerste clean sheet in het eerste elftal.

## Interlandcarrière
Atubolu debuteerde in 2018 als Duits jeugdinternational. In 2019 nam hij met Duitsland –17 deel aan het EK –17 in Ierland. Tijdens de eerste twee groepswedstrijden stond Tim Schreiber in doel, tijdens de laatste groepswedstrijd tegen Oostenrijk stond Atubolu onder de lat. Duitsland won met 1-3 van Oostenrijk, maar doordat het zijn eerste twee groepswedstrijden had verloren eindigde het avontuur van de Duitsers na de groepsfase.
In 2023 nam Atubolu met Duitsland –21 deel aan het EK –21 in Roemenië en Georgië. Atubolu speelde alle drie de groepswedstrijden. Duitsland kon op het beloften-EK van 2023 geen enkele keer winnen: na het 1-1-gelijkspel tegen Israël op de openingsspeeldag gingen de Duitsers onderuit tegen Tsjechië en Engeland.